# Ориссааре (волость)
Орисса́аре (эст. Orissaare) — бывшая волость в Эстонии, расположенная на северо-востоке относящегося к Моонзундскому архипелагу острова Сааремаа (Эзель), в составе уезда Сааремаа. В ходе административно-территориальной реформы 2017 года все 12 самоуправлений на острове Сааремаа были объединены в единое самоуправление — волость Сааремаа.

## Населённые пункты
Волость включала в себя один посёлок и 36 деревень.
Посёлок
Ориссааре
Деревни
Аристе, Арью, Выхма, Вяйке-Пахила, Вяйке-Рахула, Вяльякюла, Имавере,  Калмакюла, Кареда, Каванди, Кунингусте, Кыйнасту, Лахекюла, Лийгаласкма, Лийва, Маази, Мехама, Мяэкюла, Оринымме, Пулли, Пырипыллу, Рандкюла, Раннакюла, Раугу, Сайкла, Салу, Суур-Пахила, Суур-Рахула, Таалику, Тагавере, Тумала, Хаапсу, Хинду, Ээрику, Яани, Ярвекюла.

## Природные объекты

### Заливы
Заливы: Хийу, Леэтсе, Парамая.

### Малые острова
Илликлайд, Киндалайд, Койгилайд, Кыйнасту.

### Внутренние водоёмы
Озёрная система Ярвекюла, болото Саммельсоо, родники Тятси, река Вылупе.

## Достопримечательности
- Замок Зонебург